# Staglieno

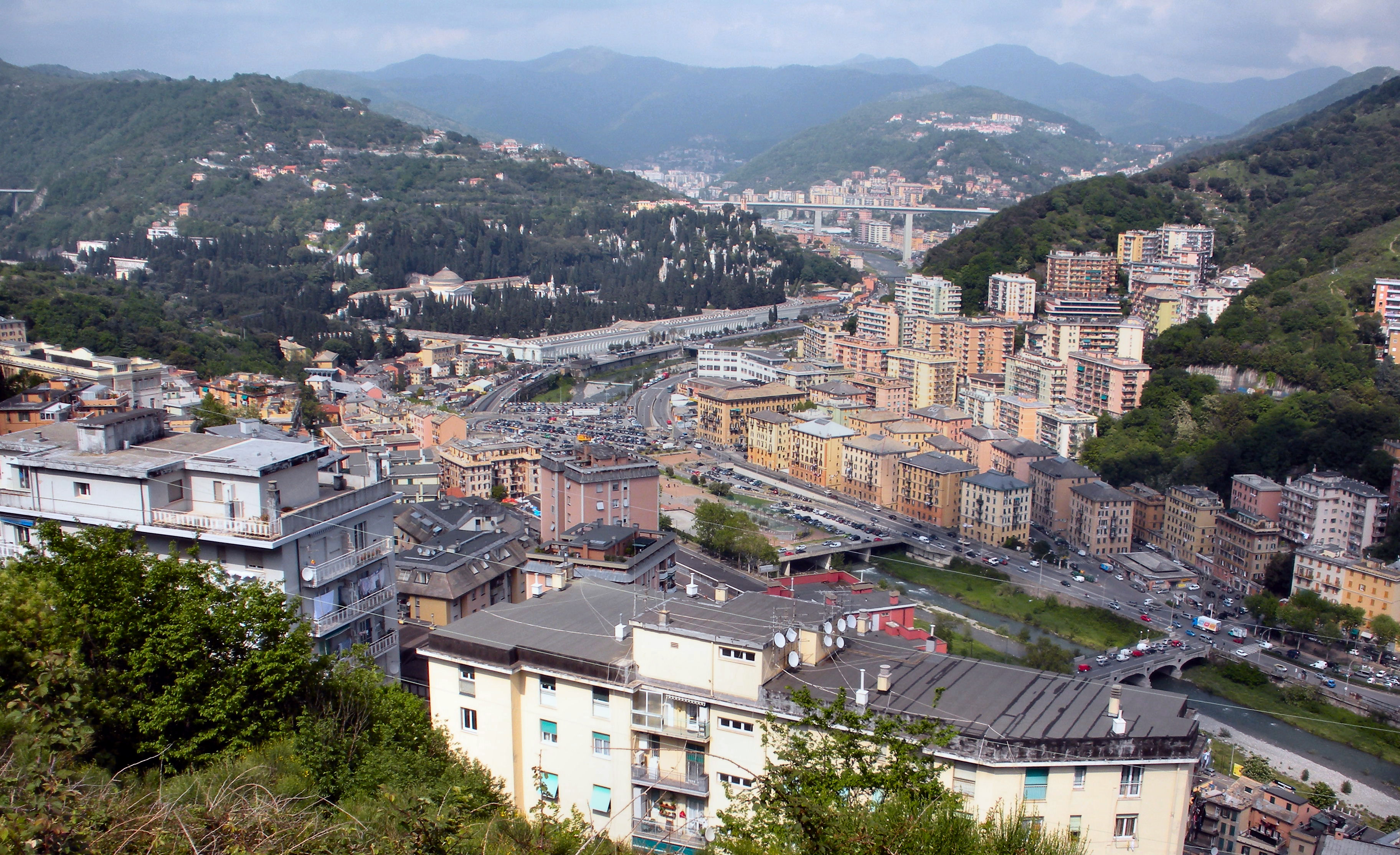
Blick auf Staglieno und den Monumentalfriedhof

Staglieno (im Ligurischen: Stagén) ist ein Stadtteil der norditalienischen Hafenstadt Genua. Das Viertel, das bis 1873 autonom war und darauf zusammen mit fünf weiteren Gemeinden des Unteren Val Bisagno der Stadt Genua angegliedert wurden, gehört zusammen mit Molassana und Struppa zum Munizip IV – Media Valbisagno. Staglieno besteht aus den beiden Ortschaften Parenzo und San Pantaleo und hat eine Einwohnerzahl von 21.560.
Das direkt oberhalb von Marassi und San Fruttuoso liegende Zentrum von Staglieno besteht aus modernen Wohnhäusern zu beiden Seiten des Flusses Bisagno. Zum Viertel zählen des Weiteren mehrere Siedlungen auf den rechten Anhöhen des Tals. Die steilere linke Talhälfe
ist weniger stark besiedelt. Bis auf die im letzten Jahrhundert entstandenen Siedlungen im Bereich des Piazzale Parenzo und der Via Tortona gibt es keine nennenswerte urbanistischen Einheiten. Entlang der linken Uferstraße befinden sich hingegen mehrere Fabriken und Gewerbegebäude.
Das Territorium von Staglieno beinhaltet auch die Täler einiger rechter Zuläufe des Bisagno (wie den Sturzbächen Veilino, Rio Cicala, Rio Trensasco und anderen) und wird im oberen Talabschnitt der rechten Seite des Bisagno von der aus dem 16. Jahrhundert stammenden Stadtmauer von Genua begrenzt. Des Weiteren wird es, nachdem das Forte Sperone passiert ist, im weiteren Verlauf von dem Gebirgskamm, der das Val Bisagno vom Val Polcevera trennt, begrenzt. Das größte Nebental ist das Tal des Sturzbaches Veilano mit Längenausdehnung von circa 2,5 Kilometern. Der Bach entspringt am Monte Diamante (mit dem gleichnamigen Fort) und mündet in der Nähe des Monumentalfriedhofs in den Bisagno. Eigene Zuflüsse sind der Briscata, Campobinello, Casamavari und Poggetti.
Heute weckt der Name des Stadtteils häufig Assoziationen mit dem Monumentalfriedhof Staglieno, der  in der ersten Hälfte des 18. Jahrhunderts an der Mündung des Veilino erbaut wurde. Ursprünglich stammt der Name von einer antiken genuesischen Patrizierfamilie, die in dieser Gegend ihren Wohnsitz hatte.